# Vietnam Airlines
Vietnam Airlines Limited (Abreviere: HVN; vietnameză: Hãng Hàng không Quốc gia Việt Nam) este linia aeriană națională a Vietnam. Nod principal la Aeroportul Internațional Tan Son Nhat (Ho Și Min), Aeroportul Internațional Noi Bai (Hanoi).